# ماكس براينت
ماكس براينت (10 مارس 1999 - ) (بالإنجليزية: Max Bryant)‏ هو لاعب كريكت أسترالي. لعب مع Brisbane Heat ‏ وفريق أستراليا 11 ‏ وفريق كوينسلاند للكريكت ‏.

## وصلات خارجية
- ماكس براينت على موقع إي آس بي آن كريك إنفو (الإنجليزية)